# Isla Guidoiro Areoso
La isla de Guidoiro Areoso (en gallego, Illa do Guidoiro Areoso) es un islote situado en el interior de la ría de Arosa, en el océano Atlántico junto al noroeste de la península ibérica, a 1,4 kilómetros al oeste de la isla de Arosa, isla y municipio de la provincia de Pontevedra (Galicia), a la que pertenece.

## Descripción
Es el mayor de los islotes que conforman el archipiélago de Rúa y Os Guidoiros (O Areoso e isla Guidoiro Pedregoso), en el interior de la ría de Arosa. Apenas tiene 600 m de largo de norte a sur por 200 m en su punto más ancho y sólo alcanza 9 m sobre el nivel del mar en su punto más alto. Es un islote de casi 9 hectáreas, bajo y constituido casi completamente de arena. La mitad norte está ocupada por una duna activa, mientras que en la sur se mezclan afloramientos graníticos con una duna vegetada con herbáceas. Toda la isla está rodeada de arrecife a flor de agua, incluso en aquellas partes con más presencia de arena emergida.
En 2018 algunos de sus restos prehistóricos sufrieron graves daños.

## Patrimonio arqueológico de O Areoso
A pesar de su tamaño, destaca la presencia de diversos restos arqueológicos, sobre todo varios dólmenes o túmulos megalíticos.
A finales de los años 1980 el arqueólogo J. Manuel Rey localizó en su superficie tres estructuras megalíticas, de las que excavó dos, así como un asentamiento de comienzos de la Edad del Bronce en el que junto a cerámicas y otras piezas, se recuperaron abundantes restos de fauna doméstica (vacas, cerdos y ovejas o cabras). No parece haber ocupaciones humanas posteriores a esa fecha. Únicamente encontró restos de un ánfora romana que seguramente procede de un pecio hundido en las cercanías. Aun así, O Areoso siguió frecuentándose tanto para el marisqueo como para la extracción de granito para la cantería.
Puede extrañar la presencia de este importante número de yacimientos arqueológicos en un islote tan pequeño y apartado del continente, pero hay que aclarar que ni el nivel del mar ni la línea de costa permanecieron estables a lo largo del tiempo. Las rías gallegas se formaron por la inundación de antiguos valles fluviales en el fin de la última glaciación, hace 10 000 años. Pero esta inundación no fue inmediata y se dieron ciclos de crecimiento del nivel del mar y otros de estabilización. Los estudios indican que desde el 5000 a. C. y durante todo el Neolítico, época de construcción de las tumbas megalíticas, el nivel del mar estaría estabilizado entre 5 y 7 m bajo el nivel actual, con lo cual la línea de costa estaría más al interior de la ría que en la actualidad. Con esta situación, la actual isla de Arosa formaría en esta época parte de una gran península unida al continente, península de la que también formarían parte el propio Guidoiro Areoso y otros islotes más pequeños como el Corveiro o Guidoiro Pedregoso. El mar permaneció estable hasta comienzos de la Edad del Bronce, entre el 2200-2000 a. C., cuando comenzó a subir de forma progresiva hasta situarse 1000 años después entre 1 y 2 m bajo la cota actual. Seguramente durante esta subida fue cuando Guidoiro quedó convertido en una isla, de ahí que no se conozcan ocupaciones humanas posteriores al Bronce.
En los últimos años el islote ha sufrido un importante proceso de alteración de las superficies de arena, como corresponde a su ambiente dunar. La duna norte se ha reducido considerablemente en altura y extensión, mientras que en las playas ha desaparecido casi un metro de arena sólo entre el 2008-2014. Como consecuencia de esta situación, otros yacimientos arqueológicos han salido a la luz. Ahora conocemos un total de cinco estructuras megalíticas, y abundante material arqueológico del Neolítico final y de comienzos de la Edad del Bronce se esparce por la zona intermareal. La acción del mar, inexorable, está afectando a estos yacimientos alterándolos y haciéndolos desaparecer paulatinamente.
Todos los yacimientos arqueológicos que conocemos en Guidoiro Areoso a comienzos del 2014 se sitúan en la zona intermareal, donde la acción del mar los deja al descubierto, ya que el interior está completamente ocupado por una duna. Hasta ahora hemos identificado cinco monumentos megalíticos (mámoas), todos ellos en la mitad sur de la isla. No conocemos su cronología exacta, pero no difieren mucho de los que encontramos en el resto de Galicia, por lo que les podemos suponer una similar, del Neolítico o Calcolítico (4500-2000 a. C. en cifras redondas). Además, por las playas del islote se esparce abundante material arqueológico del Calcolítico y de la Edad del Bronce, sobre todo cerámica y restos de comida.
Pero esto es sólo lo que sabemos hasta hoy. Cada año los temporales del invierno erosionan un poco más O Areoso y dejan a la vista nuevos hallazgos arqueológicos hasta entonces sepultados por la arena. Y seguramente aun existen muchas sorpresas escondidas bajo ella.
En el año 2014 se ha puesto en marcha una iniciativa abierta al conjunto de la sociedad: Guidoiro Dixital, donde se busca reunir información gráfica previa al 2013 (fotografía, vídeo) del islote y sus yacimientos con el propósito de dar a conocer este patrimonio tan frágil, hacer un seguimiento de cómo ha evolucionado la línea de costa y cómo ha afectado a la preservación de los yacimientos, promover su protección y reconstruir los yacimientos que han sido destruidos o alterados por esta dinámica.

### Mámoa 1
Excavada por José Manuel Rey García, tiene un túmulo de sólo 5,80 m de diámetro, muy bajo en altura, recubierto por una capa de piedras pequeñas (coraza). Aproximadamente en el centro se sitúa una cámara funeraria de planta poligonal, de 1,10 m de ancho. Seguramente estaba formada por seis losas, de las que sólo tres, de granito, permanecen en su posición original. En su interior no se encontraron hallazgos de interés. La erosión del mar ha hecho desaparecer casi la mitad del túmulo, y eso a pesar de que hoy día está un poco apartado de la zona intermareal.
Más información en Mámoa 1 de Guidoiro Dixital y recopilación de imágenes en Mámoa 1 del canal Guidoiro Dixital en Historypin (enlace roto disponible en Internet Archive; véase el historial, la primera versión y la última)..

### Mámoa 2
Se localizó también en las excavaciones de José Manuel Rey García en medio de la playa sur del islote, sepultada bajo más de dos metros de arena. Es un extraño monumento de sólo 7 m de diámetro formado por un pequeño túmulo recubierto también de coraza pétrea, con las piedras de la periferia de mayores dimensiones. En su centro una veintena de pequeñas losas de granito formaban una cámara sepulcral de planta levemente oblonga (1,73 x 1,50 m), que seguramente se cubría con materiales perecederos.
La cámara parecía haber sido vaciada en época prehistórica y su contenido esparcido por la periferia del monumento. Este ajuar estaba formado por varios vasos de cerámica, algunos con una decoración incisa que los arqueólogos denominan Penha, datada en la primera mitad del III milenio a. C.

Más información en Mámoa 2 de Guidoiro Dixital y recopilación de imágenes en Mámoa 2 del canal Guidoiro Dixital en Historypin (enlace roto disponible en Internet Archive; véase el historial, la primera versión y la última)..

### Mámoa 3
Descubierta por la erosión de los últimos años, en 2014 ya se aprecian cinco losas de granito clavadas en la arena formando una estructura aproximadamente circular de más de un metro de diámetro. Se trata de la cámara funeraria, al este de la cual, donde la marea sigue erosionando la playa, una serie de cantos indican la presencia de la coraza del túmulo que la rodea. Este pequeño dolmen está situado al lado de la mámoa 2, a solo 4,50 m del borde de la excavación realizada en los años 80 del siglo XX, pero no fue conocido hasta fechas recientes, lo que da idea de la cantidad de arena que ha desaparecido en los últimos años.
Más información en Mámoa 3 de Guidoiro Dixital y recopilación de imágenes en Mámoa 3 del canal Guidoiro Dixital en Historypin (enlace roto disponible en Internet Archive; véase el historial, la primera versión y la última)..

### Mámoa 4
Este monumento ya fue documentado por J. M. Rey en sus trabajos en la isla, pero no llegó a excavarlo. Entonces se conservaba casi entero y pudo documentar parte de la coraza de piedras que lo recubría. En la actualidad el mar ha devorado casi la mitad del túmulo y puede apreciarse, en el perfil norte de la isla, un corte casi perfecto de su estructura. Presenta una cámara funeraria alargada, casi rectangular, de 2,60 m de largo por 1,50 m de alto y un ancho desconocido, ya que más de la mitad sigue sepultada bajo la tierra. Está formada por tres losas de granito en su lado visible y una cuarta a la derecha, que hace de cabecera. Se ve también una quinta losa a la izquierda, seguramente la que sirvió para cerrar el monumento puesto que se sitúa al SE, el punto donde suele estar la puerta de este tipo de tumbas. Conserva también la cubierta, aparentemente caída en el interior del dolmen y rota al menos en dos trozos por culpa del peso de la arena de la duna que tiene encima.
A la derecha de este dolmen se puede ver una sección de la mámoa que lo rodea, hecha con tierra negra y recubierta de una coraza de piedras de granito. No parece ser mayor de 10 m de diámetro, por 1,20 m de alto, por lo que las losas de la cámara aflorarían por fuera de ella en altura. En septiembre de 2011 el Servicio Provincial de Costas de Pontevedra del Ministerio de Agricultura, Alimentación y Medio Ambiente construyó un muro de contención para proteger el monumento de la acción del mar.
Más información en Mámoa 4 de Guidoiro Dixital y recopilación de imágenes en Mámoa 4 del canal Guidoiro Dixital en Historypin (enlace roto disponible en Internet Archive; véase el historial, la primera versión y la última)..

### Mámoa 5
Al menos desde 2005 dos losas de granito apoyadas una en la otra en ángulo recto afloraban en la playa oeste, casi en el istmo que une las dos partes que forman el islote. En 2011 habían desaparecido más de 40 cm de arena y podía apreciarse la estructura de la mámoa en la zona intermareal. En 2013 la acción del mar había destruido por completo el monumento. Se trataba de un túmulo de unos 9 m de diámetro, recubierto de una coraza de piedras de granito de las que sólo conservábamos el anillo exterior. En su centro se situaba una cámara megalítica de la que no conocemos la forma completa, compuesta por lo menos por seis losas también de granito, de las que sólo dos permanecían en su posición original. Una de estas últimas era la más alta y alcanzaba 1,72 m.
Más información en Mámoa 5 de Guidoiro Dixital y recopilación de imágenes en Mámoa 5 del canal Guidoiro Dixital en Historypin (enlace roto disponible en Internet Archive; véase el historial, la primera versión y la última)..

### La ocupación de la Edad del Bronce
Pero el espacio que hoy es el islote de O Areoso no se usó en la prehistoria sólo como lugar funerario. Diferentes grupos humanos lo frecuentaron, al menos, desde el Neolítico Final hasta momentos avanzados de la Edad del Bronce. En todas las playas de la zona sur aparecen abundantes restos arqueológicos esparcidos por la superficie, puestos al descubierto por la acción de las mareas. Son fundamentalmente fragmentos de recipientes de cerámica, pero también huesos de animales y conchas, es decir, restos de comida.
Además, J. M. Rey constató en su excavación que sobre la mámoa 2, una vez abandonada y después de que estuviera ya parcialmente oculta por la arena de playa, se instaló un asentamiento datado entre lo 2225 y el 1950 a. C. En él recogió abundantes recipientes cerámicos, entre ellos algunos del tipo campaniforme, que varían en forma, calidad y capacidad con respeto a los de la fase anterior. Varios cacharros tienen restos de hollín y quemado en su superficie, prueba de que se pusieron al fuego, por lo que seguramente estamos ante un poblado o campamento episódico. También aparecieron dos punzones metálicos, en bronce, un punzón de hueso e instrumentos hechos en piedra pulimentada y tallada.
Pero lo más interesante de la excavación fue que se recuperaron abundantes restos de comida, huesos y conchas, que no es habitual conservar en Galicia para épocas tan antiguas por la acidez del suelo, pero que el medio marino de Guidoiro Areoso ayudó a preservar. Aquellas gentes comían ganado vacuno, ovejas/cabras (estas dos especies son muy difíciles de diferenciar a partir únicamente de sus huesos) y cerdos. En cuanto a los mariscos, las especies consumidas eran la ostra, el mejillón y la lapa, que seguro recogían en los arenales y roquedos próximos.
Además, durante la Edad del Bronce también parece que se realizaron enterramientos en el islote. Aparte de que alguna de las mámoas podía seguir en uso, se han localizado dos pequeñas cistas, cajas hechas con losas de piedra que son utilizadas como sepulcro. Originalmente estarían sepultadas bajo el terreno, como las tumbas de los camposantos de las iglesias.
Más información en La ocupación de la Edad del Bronce en Guidoiro Dixital.

### Más referencias
- Rey García J. M. 2011. Guidoiro Areoso (Illa de Arousa, Pontevedra): un pequeño islote con una intensa ocupación entre el Neolítico Final y la Edad del Bronce. In: P. Prieto Martínez & L. Salanova (coord.) Las comunidades campaniformes en Galicia: cambios sociales en el III y II milenios BC en el NW de la Península ibérica. Pontevedra: Deputación de Pontevedra: 201‑210.
- López-Romero, E., Mañana-Borrazás, P., Daire, MY & Güimil-Fariña, A. 2014. The eSCOPES Project: preservation by record and monitoring at-risk coastal archaeological sites on the European Atlantic façade. Antiquity (Project Gallery) 088(339).
- López-Romero, E. Güimil-Fariña, A., Mañana-Borrazás,P, Otero Vilariño, C., Prieto Martínez, M.P.,  Rey García, J.M., Vilaseco Vázquez, X.I. 2015. Ocupación humana y monumentalidad durante la Prehistoria Reciente en el islote de Guidoiro Areoso (Ría de Arousa, Pontevedra): investigaciones en el marco de las dinámicas litorales atlánticas actuales. Trabajos de Prehistoria 72(2): 353-371. doi: 10.3989/tp.2015.12159.
- Proyecto Guidoiro Dixital: web y blog, canal en Historypin, en Facebook y en Google+,

- Datos: Q9009566